# Phenacoccus cassiniae
Phenacoccus cassiniae är en insektsart som beskrevs av Williams 1985. Phenacoccus cassiniae ingår i släktet Phenacoccus och familjen ullsköldlöss. Inga underarter finns listade i Catalogue of Life.